# Mad Monday
Als Mad Monday bezeichnet man in Australien die traditionellen Feiern am Ende der regulären Saison im Australian Football, Rugby League und Fußball. Spiele in diesen Sportarten finden in der Regel am Wochenende statt, so dass in der letzten Runde am Sonntag feststeht, wer in die Play-offs kommt. Am nächsten Tag fangen die Mad-Monday-Feiern an, bei denen es häufig zu exzessivem Alkoholkonsum kommt. Deswegen kommt es dabei häufig zu für die Sportler rufschädigenden Vorfällen, was zu Forderungen geführt hat, die Feiern zu verbieten.